# Otto Richard Kraetzschmar
Otto Richard Kraetzschmar (* 10. August 1867 in Leipzig; † 8. Juli 1902 in Marburg) war ein deutscher evangelischer Theologe.

## Leben
Otto Richard Kraetzschmar, dessen Vater Volksschullehrer war, verbrachte seine Jugend in Leipzig und studierte anschließend an der Universität Leipzig klassische Philologie. Seit Sommer 1886 war er Mitglied der Leipziger Universitäts-Sängerschaft zu St. Pauli (heute Deutsche Sängerschaft). Das anschließende Semester verbrachte er mit dem Studium der Theologie. Gleichzeitig erlernte er Semitische Sprachen. Im Jahr 1889 erhielt er einen Doktortitel für Assyrische Sprache. Dann, nachdem er auch sein Theologie-Studium abgeschlossen hatte, war er Lehrer einer Realschule in seiner Heimatstadt. Dennoch erwies er sich lieber der wissenschaftlichen Arbeit tätig und ging an die Universität Marburg, wo er 1894 zum Doktor der Theologie promovierte. Noch im selben Jahr war er dort als Lehrer für alttestamentliche Theologie tätig. Im Frühjahr 1901 wurde Kraetzschmar auch außerordentlicher Professor in Marburg. Kurz danach, am 8. Juli des Jahres 1902, verstarb er in Marburg an einem Herzleiden.

## Werke
- Relativpronomen und Relativsatz im Assyrischen (Leipzig 1890)
- Die Bundesvorstellung im Alten Testament in ihrer geschichtlichen Entwicklung (Marburg 1896)
- Das Buch Ezechiel übersetzt und erklärt (Göttingen 1900)
- Prophet und Seher im alten Israel (Tübingen 1901)
- Hebräisches Vokabular (Tübingen 1902)